# Бота, Фредерик
Фредерик Бота, известный также как Пик Бота (африк. Frederik Botha, англ. Frederik Botha; 27 апреля 1932 — 12 октября 2018) — государственный и политический деятель Южно-Африканской Республики. Занимал должность министра иностранных дел с 1977 по 1994 год.

## Биография
Родился 27 апреля 1932 года в Рюстенбурге (провинция Трансвааль в Южно-Африканском Союзе). Окончил Университет Претории, став бакалавром юридических наук, затем работал адвокатом в Верховном суде Южной Африки. С 1956 года перешёл на службу в министерство иностранных дел, с 1975 по 1977 год был послом ЮАР в США. С 1977 по 1994 год возглавлял министерство иностранных дел Южной Африки.
После отставки с должности министра иностранных дел он был назначен министром энергетики и природных ископаемых. Эту должность Бота занимал с 1994 по 1996 год. В 2000 году вступил в партию Африканский национальный конгресс.
Фредерик Бота известен в ЮАР под прозвищем Пик Бота (слово Пик — означает «пингвин» на языке африкаанс). Прозвище было дано в связи с тем, что Фредерик был похож на пингвина, когда носил деловой костюм.
Он не связан родством ни с Луисом, ни с Питером Виллемом Ботой. Сын Фредерика Пит стал известным в стране музыкантом, а внук Рулоф — инвестором, входившим в «Список Мидаса» журнала Forbes.